# リチャード・ハーラン

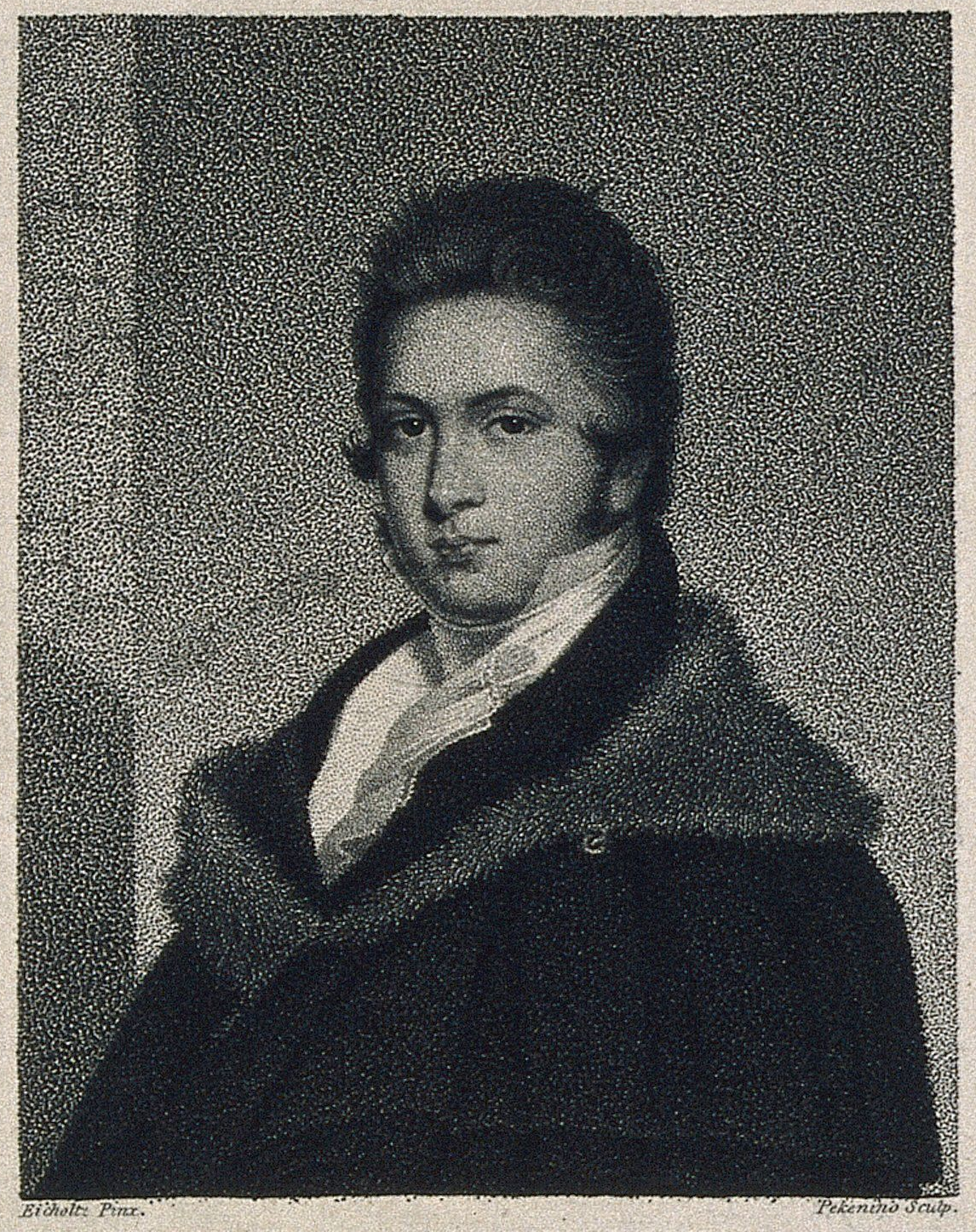
Richard Harlan.

リチャード・ハーラン（Richard Harlan、1796年9月19日 - 1843年9月30日）は、アメリカ合衆国の博物学者、古生物学者である。『アメリカの動物誌』（"Fauna Americana":1825）や『アメリカの爬虫両棲類学』（"American Herpetology":1827）などの著書がある。

## 生涯
フィラデルフィアの裕福なクエーカー教徒の商人の家に生まれた。弟にラドヤード・キプリングの短編小説『王になろうとした男』のモデルとされる、ジョサイア・ハーランがいる。ペンシルバニア大学で医学を学ぶが、卒業する前に船医として船に乗り組み海外へ出た。1818年にフィラデルフィアに戻り、医学の勉強に戻り、私立の医学校で働き、人間の脳に関する著書を書いた。医師として働く一方、比較解剖学に興味を持ち、比較解剖学の講義を行い、あらゆる動物や人間の頭蓋骨のコレクターとなった。フィラデルフィア自然科学アカデミーの会員に選ばれ、1825年に『アメリカの動物誌』、1827年に『アメリカの爬虫両棲類学』を出版した。アメリカ合衆国で出版されたもっとも早い自然誌の著作のひとつである。古生物学の分野でも化石の探索旅行を、トーマス・セイ、ジェラルド・トゥルースト（Gerald Troost）、スティーブン・ロング（Stephen Harriman Long）、ジョン・ジェームズ・オーデュボンらと行い、バシロサウルスを発見し、1834年に『北アメリカでこれまで発見されたいろいろな生物に関する考察』“Critical Notices of Various Organic Remains Hitherto Discovered in North America,”を出版した。